# Tunnel van Fraipont
De tunnel van Fraipont is een spoortunnel in Fraipont, een deelgemeente van Trooz. De tunnel heeft een lengte van 262 meter. De dubbelsporige spoorlijn 37 gaat door deze tunnel.
Het station Fraipont ligt vlak naast de oostelijke opening van de tunnel.